# Europese kampioenschappen jachtgeweer 1996
De Europese kampioenschappen jachtgeweer 1996 waren door de European Shooting Confederation (ESC) georganiseerde kampioenschappen voor schutters in het kleiduifschieten. De 42e editie van de Europese kampioenschappen vond plaats in de Estse hoofdstad Tallinn.

## Resultaten

### Trap
| Onderdeel   | Goud                | Zilver         | Brons             |
| ----------- | ------------------- | -------------- | ----------------- |
| Heren       |                     |                |                   |
| Individueel | Ian Peel            | Aleksej Alipov | Thomas Fichtner   |
| Team        | Verenigd Koninkrijk | Rusland        | Frankrijk         |
| Dames       |                     |                |                   |
| Individueel | Cristina Bocca      | Roberta Pelosi | Susanne Kiermayer |
| Team        | Italië              | Frankrijk      | Finland           |

### Dubbele trap
| Onderdeel   | Goud             | Zilver            | Brons        |
| ----------- | ---------------- | ----------------- | ------------ |
| Heren       |                  |                   |              |
| Individueel | Claudio Franzoni | Ugo Procacci      | Aki Reijonen |
| Team        | Italië           | Finland           | Zweden       |
| Dames       |                  |                   |              |
| Individueel | Nadia Innocenti  | Susanne Kiermayer | Anne Focan   |
| Team        | Italië           | Finland           | Rusland      |

### Skeet
| Onderdeel   | Goud           | Zilver        | Brons                                  |
| ----------- | -------------- | ------------- | -------------------------------------- |
| Heren       |                |               |                                        |
| Individueel | Jürgen Raabe   | Yuri Stalypin | Grzegorz Chrzanowski Bernhard Hochwald |
| Team        | Duitsland      | Polen         | Tsjechië                               |
| Dames       |                |               |                                        |
| Individueel | Jaana Pitkanen | Diana Valk    | Ylva Jansson                           |

1955 · 1956 · 1957 · 1958 · 1959 · 1960 · 1961 · 1962 · 1963 · 1964 · 1965 · 1966 · 1967 · 1968 · 1969 · 1970 · 1971 · 1972 · 1973 · 1974 · 1975 · 1976 · 1977 · 1978 · 1979 · 1980 · 1981 · 1982 · 1983 · 1984 · 1985 · 1986 · 1987 · 1988 · 1989 · 1990 · 1991 · 1992 · 1993 · 1994 · 1995 · 1996 · 1997 · 1998 · 1999 · 2000 · 2001 · 2002 · 2003 · 2004 · 2005 · 2006 · 2007 · 2008 · 2009 · 2010 · 2011 · 2012 · 2013 · 2014 · 2015 · 2016 · 2017 · 2018 · 2019 · 2020 · 2021 · 2022 · 2023 · 2024 ·